# Државе чланице Уједињених нација
Државе чланице Уједињених нација су 193 суверене државе које су чланице Организације уједињених нација и једнако су заступљене у Генералној скупштини ОУН. ОУН је највећа међувладина организација на свијету.
Услови за пријем нових чланица у ОУН наведени су у члану 4. главе 2. Повеље ОУН:
1. Пријем у чланство Организације уједињених нација отворен је свим другим мирољубивим државама које приме обавезе садржане у овој Повељи, а способне су и вољне, по оцјени Организације, да те обавезе извршују.
2. Примање сваке такве државе у чланство Организације уједињених нација врши се одлуком Генералне скупштине на препоруку Савјета безбједности.

Препорука за пријем од Савјета безбједности захтијева афирмативне гласове од најмање девет од укупно петнаест чланица, при чему ниједна од пет сталних чланица не смије искористити моћ вета. Препорука Савјета безбједности затим мора бити усвојена у Генералној скупштини двотрећинском већином гласова.
У принципу, само суверена држава може постати чланица ОУН и све тренутне чланице ОУН су суверене државе. Иако пет чланица није било суверено када су се придружиле ОУН, све су постала потпуно независне између 1946. и 1991. године. С обзиром да држава може бити примљена у чланство само уз одобрење Савјета безбједности и Генералне скупштине, одређени број држава које се према Монтевидејској конвенцији сматрају сувереним нису чланице ОУН. Разлог је тај што ОУН не сматра да та држава има суверенитет, углавном због недостатка међународног признања или због противљења неке од сталних чланица.
Осим држава чланица, ОУН позива и држава које нису чланице да постану посматрачи у Генералној скупштини (тренутно двије: Ватикан и Палестина), омогућавајући им да учествују и говоре у Генералној скупштини, али без права гласа. Посматрачи су углавном међувладине организације и међународне организације и ентитети чији државност или суверенитет нису прецизно одређени.

## Првобитне чланице
Организација уједињених нација је званично настала 24. октобра 1945. године, након што је пет сталних чланица Савјета безбједности ОУН ратификовало Повељу ОУН (Република Кина, Француска Република, Савез Совјетских Социјалистичких Република, Уједињено Краљевство Сјеверне Ирске и Велике Британије и Сједињене Америчке Државе) и већина осталих потписница. Укупно 51 првобитна чланица (или оснивајућа чланица) придружила се те године; 50 је потписало Повељу на Конференцији ОУН о међународној организацији 26. јуна 1945. године, осим Пољске, која није имала представника на конференцији, па је потписала Повељу 15. октобра исте године.
Првобитне чланице ОУН су: Француска, Кина, Совјетски Савез, Уједињено Краљевство, Сједињене Државе, Аргентина, Аустралија, Белгија, Боливија, Бразил, Бјелорусија, Канада, Чиле, Колумбија, Костарика, Куба, Чехословачка, Данска, Доминикана, Еквадор, Египат, Салвадор, Етиопија, Грчка, Гватемала, Хаити, Хондурас, Индија, Иран, Ирак, Либан, Либерија, Луксембург, Мексико, Холандија, Нови Зеланд, Никарагва, Норвешка, Панама, Парагвај, Перу, Филипини, Пољска, Саудијска Арабија, Јужна Африка, Сирија, Турска, Украјина, Уругвај, Венецуела и Југославија.
Међу првобитним чланицама, 49 држава су и даље чланице ОУН или се њихово чланство у ОУН настављено кроз статус држава насљедница; нпр. чланство Совјетског Савеза наставила је Руска Федерација након њеног распада. Двије првобитне чланице, Чехословачка и Југославија, распале су се и њихово чланство у ОУН од 1992. године није наставила ниједна држава сљедбеница.
У то вријеме, столицу Кине у ОУН држала је Република Кина, али је усвајањем Резолуције Савјета безбједности ОУН 2758 1971. године, она предата Народној Републици Кини.
Одређени број првобитних чланица није био суверен у вријеме приступа ОУН, али касније стекли потпуну независност:
- Бјелорусија (тада Бјелоруска Совјетска Социјалистичка Република) и Украјина (тада Украјинска Совјетска Социјалистичка Република) биле су конститутивне републике Совјетског Савеза, све до стицања потпуне независности 1991. године.
- Индија (чије је територија у то вријеме, прије подјеле Индије, укључивала подручје данашњег Пакистана и Бангладеша) била је под британског колонијалном управом, до стицања потпуне независности 1947. године.
- Филипини (тада Комонвелт Филипини) био је комонвелт у заједници са Сједињеним Државама, до стицања потпуне независности 1946. године.
- Нови Зеланд, иако дефакто суверен у то вријеме, „стекао је пуни капацитет да ступи у односе са другим државама 1947. године када је донесен Акт о усвајања Венстминстерског статута. То се догодило 16 године након што је Британски парламент усвојио Вестминстерски статус 1931. године који је призната аутономија Новог Зеланда. Ако се суди према условима Монтевидејске конвенције, Нови Зеланд није достигао дејуре пуну државност све до 1947. године“.[9]

## Тренутне чланице
Списак чланица је исписан ћирилицом, према краћем називу са датумом приступа. Прве чланице, које су потписнице оснивања организације 24. октобра 1945, су приказане масним словима, од којих су 49 и даље чланице или су наследнице првобитних чланица (нпр. Индија уместо Британске Индије или Русија уместо СССР-а). Остале две првобитне чланице су Чехословачка [Напомена везана за бивше чланице: 1] и СФР Југославија [Напомена везана за бивше чланице: 7]. Седиште Кине, Републике Кине је заузела Народна Република Кина (као наследница) 25. октобра 1971.
- Авганистан — 19. новембар 1946.
- Азербејџан — 2. март 1992 [Напомена везана за бивше чланице: 6]
- Албанија — 14. децембар 1955.
- Алжир — 8. октобар 1962.
- Ангола — 1. децембар 1976.
- Андора — 28. јул 1993.
- Антигва и Барбуда — 11. новембар 1981.
- Аргентина — 24. октобар 1945
- Аустралија — 1. новембар 1945
- Аустрија — 14. децембар 1955.
- Бангладеш — 17. септембар 1974.
- Барбадос — 9. децембар 1966.
- Бахаме — 18. септембар 1973.
- Бахреин — 21. септембар 1971.
- Белгија — 27. децембар 1945
- Белизе — 25. септембар 1981.
- Белорусија — 24. октобар 1945 [Напомена везана за име: 1]
- Бенин — 20. септембар 1960.
- Боливија — 14. новембар 1945
- Босна и Херцеговина — 22. мај 1992 [Напомена везана за бивше чланице: 7]
- Боцвана — 17. октобар 1966.
- Бразил — 24. октобар 1945
- Брунеј — 21. септембар 1984 [Напомена везана за име: 2]
- Бугарска — 14. децембар 1955.
- Буркина Фасо — 20. септембар 1960.
- Бурунди — 18. септембар 1962.
- Бутан — 21. септембар 1971.
- Вануату — 15. септембар 1981.
- Венецуела — 15. новембар 1945
- Вијетнам — 20. септембар 1977 [Напомена везана за име: 26]
- Габон — 20. септембар 1960.
- Гамбија — 21. септембар 1965 [Напомена везана за име: 7]
- Гана — 8. март 1957.
- Гвајана — 20. септембар 1966.
- Гватемала — 21. новембар 1945
- Гвинеја — 12. децембар 1958.
- Гвинеја Бисао — 17. септембар 1974.
- Гренада — 17. септембар 1974.
- Грузија — 31. јул 1992 [Напомена везана за бивше чланице: 6]
- Грчка — 25. октобар 1945
- Данска — 24. октобар 1945
- Доминика — 18. децембар 1978.
- Доминиканска Република — 24. октобар 1945
- Египат — 24. октобар 1945 [Напомена везана за бивше чланице: 5]
- Салвадор — 24. октобар 1945
- Еквадор — 21. децембар 1945
- Екваторијална Гвинеја — 21. новембар 1968.
- Еритреја — 28. мај 1993.
- Есватини — 24. септембар 1968.
- Естонија — 17. септембар 1991 [Напомена везана за бивше чланице: 6]
- Етиопија — 13. новембар 1945
- Замбија — 1. децембар 1964.
- Зеленортска Острва — 16. септембар 1975.
- Зимбабве — 25. август 1980.
- Израел — 11. мај 1949.
- Индија — 30. октобар 1945
- Индонезија — 28. септембар 1950 [Напомена везана за име: 8]
- Ирак — 21. децембар 1945
- Иран — 24. октобар 1945 [Напомена везана за име: 9]
- Ирска — 14. децембар 1955 [Напомена везана за име: 10]
- Исланд — 19. новембар 1946.
- Источни Тимор — 27. септембар 2002 [Напомена везана за име: 6]
- Италија — 14. децембар 1955.
- Јамајка — 18. септембар 1962.
- Јапан — 18. децембар 1956.
- Јемен — 30. септембар 1947 [Напомена везана за бивше чланице: 3], [Напомена везана за бивше чланице: 4]
- Јерменија — 2. март 1992 [Напомена везана за бивше чланице: 6]
- Јордан — 14. децембар 1955.
- Јужноафричка Република — 7. новембар 1945
- Јужна Кореја — 17. септембар 1991 [Напомена везана за име: 21]
- Јужни Судан — 14. јул 2011.
- Казахстан — 2. март 1992 [Напомена везана за бивше чланице: 6]
- Камбоџа — 14. децембар 1955.
- Камерун — 20. септембар 1960.
- Канада — 9. новембар 1945
- Катар — 21. септембар 1971.
- Кенија — 16. децембар 1963.
- Кина — 24. октобар 1945 [Седиште Кине]
- Кипар — 20. септембар 1960 [Напомена везана за име: 5]
- Киргистан — 2. март 1992 [Напомена везана за бивше чланице: 6]
- Кирибати — 14. септембар 1999.
- Колумбија — 5. новембар 1945
- Комори — 12. новембар 1975.
- Република Конго — 20. септембар 1960 [Напомена везана за име: 3]
- ДР Конго — 20. септембар 1960 [Напомена везана за име: 4]
- Костарика — 2. новембар 1945
- Куба — 24. октобар 1945
- Кувајт — 14. мај 1963.
- Лаос — 14. децембар 1955 [Напомена везана за име: 11]
- Лесото — 17. октобар 1966.
- Летонија — 17. септембар 1991 [Напомена везана за бивше чланице: 7]
- Либан — 24. октобар 1945
- Либерија — 2. новембар 1945
- Либија — 14. децембар 1955 [Напомена везана за име: 12]
- Литванија — 17. септембар 1991 [Напомена везана за бивше чланице: 6]
- Лихтенштајн — 18. септембар 1990.
- Луксембург — 24. октобар 1945
- Мадагаскар — 20. септембар 1960.
- Мађарска — 14. децембар 1955.
- Малави — 1. децембар 1964.
- Малдиви — 21. септембар 1965.
- Малезија — 17. септембар 1957 [Напомена везана за име: 14]
- Мали — 28. септембар 1960.
- Малта — 1. децембар 1964.
- Мароко — 12. новембар 1956.
- Маршалска Острва — 17. септембар 1991.
- Мауританија — 27. октобар 1961.
- Маурицијус — 24. април 1968.
- Мјанмар — 19. април 1948 [Напомена везана за име: 17]
- Мексико — 7. новембар 1945
- Микронезија — 17. септембар 1991 [Напомена везана за име: 15]
- Мозамбик — 16. септембар 1975.
- Молдавија — 2. март 1992 [Напомена везана за бивше чланице: 6] [Напомена везана за име: 16]
- Монако — 28. мај 1993.
- Монголија — 27. октобар 1961.
- Намибија — 23. април 1990.
- Науру — 14. септембар 1999.
- Немачка — 3. октобар 1990 [Напомена везана за бивше чланице: 2]
- Непал — 14. децембар 1955.
- Нигер — 20. септембар 1960.
- Нигерија — 7. октобар 1960.
- Никарагва — 24. октобар 1945
- Нови Зеланд — 24. октобар 1945
- Норвешка — 27. новембар 1945
- Обала Слоноваче — 20. септембар 1960 [Напомена везана за име: 27]
- Оман — 7. октобар 1971.
- Пакистан — 30. септембар 1947.
- Палау — 15. децембар 1994.
- Панама — 13. новембар 1945
- Папуа Нова Гвинеја — 10. октобар 1975.
- Парагвај — 24. октобар 1945
- Перу — 31. октобар 1945
- Пољска — 24. октобар 1945
- Португалија — 14. децембар 1955.
- Руанда — 18. септембар 1962.
- Румунија — 14. децембар 1955.
- Русија — 24. децембар 1991 [Напомена везана за бивше чланице: 6], [Напомена везана за име: 20]
- Сан Марино — 2. март 1992.
- Самоа — 15. децембар 1976.
- Сао Томе и Принсипе — 16. септембар 1975.
- Саудијска Арабија — 24. октобар 1945
- Света Луција — 18. септембар 1979.
- Сент Винсент и Гренадини — 16. септембар 1980.
- Сент Китс и Невис — 23. септембар 1983.
- Северна Кореја — 17. септембар 1991 [Напомена везана за име: 19]
- Северна Македонија — 8. април 1993. [Напомена везана за бивше чланице: 7]
- Сејшели — 21. септембар 1976.
- Сенегал — 28. септембар 1960.
- Сијера Леоне — 27. септембар 1961.
- Сингапур — 21. септембар 1965.
- Сирија — 24. октобар 1945 [Напомена везана за бивше чланице: 5], [Напомена везана за име: 22]
- САД — 24. октобар 1945
- Словачка — 19. јануар 1993 [Напомена везана за бивше чланице: 1]
- Словенија — 22. мај 1992 [Напомена везана за бивше чланице: 7]
- Соломонова Острва — 19. септембар 1978.
- Сомалија — 20. септембар 1960.
- Србија — 1. новембар 2000 [Напомена везана за бивше чланице: 7]
- Судан — 12. новембар 1956.
- Суринам — 4. децембар 1975.
- Тајланд — 16. децембар 1946.
- Танзанија — 26. април 1964[Напомена везана за бивше чланице: 5], [Напомена везана за име: 23]
- Таџикистан — 2. март 1992 [Напомена везана за бивше чланице: 6]
- Того — 20. септембар 1960.
- Тонга — 14. септембар 1999.
- Тринидад и Тобаго — 18. септембар 1962.
- Тувалу — 5. септембар 2000.
- Тунис — 12. новембар 1956.
- Турска — 24. октобар 1945
- Туркменистан — 2. март 1992 [Напомена везана за бивше чланице: 6]
- Уганда — 25. октобар 1962.
- Узбекистан — 2. март 1992 [Напомена везана за бивше чланице: 6]
- УАЕ — 9. децембар 1971.
- Уједињено Краљевство — 24. октобар 1945 [Напомена везана за име: 25]
- Украјина — 24. октобар 1945 [Напомена везана за име: 24]
- Уругвај — 18. децембар 1945
- Филипини — 24. октобар 1945
- Финска — 14. децембар 1955.
- Фиџи — 13. октобар 1970.
- Француска — 24. октобар 1945
- Хаити — 24. октобар 1945
- Холандија — 10. децембар 1945 [Напомена везана за име: 18]
- Хондурас — 17. децембар 1945
- Хрватска — 22. мај 1992 [Напомена везана за бивше чланице: 7]
- Централноафричка Република — 20. септембар 1960.
- Црна Гора — 28. јун 2006 [Напомена везана за бивше чланице: 7]
- Чад — 20. септембар 1960.
- Чешка — 9. јануар 1993 [Напомена везана за бивше чланице: 1]
- Чиле — 24. октобар 1945
- Џибути — 20. септембар 1977.
- Швајцарска — 10. септембар 2002.
- Шведска — 19. новембар 1946.
- Шпанија — 14. децембар 1955.
- Шри Ланка — 14. децембар 1955.

## Седиште Кине
- . ^ Република Кина је била једна од пет првобитних оснивача УН-а 1945. године. Међутим, на крају Кинеског грађанског рата 1949, влада контролисана Куоминтангом је побегла на Тајван, а комунистичка влада новопроглашене Народне Републике Кине је преузела контролу над већим делом земље. Представници националистичке владе су наставили да представљају Кину у УН-у, мада се често наводило да је ово донекле непоштено, с обзиром на величину надлежности Републике Кине над Тајваном (и осталим острвима) у односу на надлежност Народне Републике Кине над континенталним делом. Октобра 1971. године, Резолуција 2758 Генералне Скупштине Уједињених нација је изгласана од стране Генералне Скупштине и тиме је ефективно избачена Република Кина из свих органа Уједињених нација и место Кине у Савету Безбедности преузела је НР Кина. Многобројни покушаји Републике Кине да се поново прикључи УН-у билу су безуспјешни (јер нису прошли комитет УН-а). Ипак, влада у Тајпеју не представљајући више „целу Кину“ него само „Тајван од 23 милиона људи“ је пуноправни члан многих међународних, па и УН-ових организација, јављајући се под различитим псеудонимима („Тајван“, „Кинески Тајпеј“ итд).

## Државе посматрачи и нечланице
Поред чланица набројаних изнад, постоје још и посматрачке државе нечланице: Ватикан и Држава Палестина, које одржавају сталну посматрачку мисију у штабу УН-а.
Швајцарска је била посматрач, од 1946. године до 10. септембра 2002. када је постала пуна чланица, после локалног референдума.
Западна Сахара одржава дипломатске везе са око 70 држава и пуна је чланица Афричке уније као Демократска Арапска Република Сахара. Пошто нема ефективни суверенитет, јер држи мали део земље на територији Западне Сахаре, и са владом у егзилу у избегличким камповима у Тиндуфу (Алжир), она се не налази у УН-у.
Неке интернационалне, невладине организације или ентитети чији суверенитет није тачно дефинисан, као рецимо Европска унија, Међународни комитет Црвеног крста и Суверени војни ред Малте имају сличан посматрачки статус, али не као „државе нечланице“.

## Бивше чланице
1. ^ Чехословачка је била члан од 24. октобра 1945. до 31. децембра 1992. Њено место заузеле су Чешка Република и Словачка 19. јануара 1993. Чехословачка нема само једног наследника, а и Чешка и Словачка су морале да се пријаве за чланство.
2. ^  Демократска Република Немачка (Источна Немачка) и Савезна Република Немачка (Западна Немачка) су примљене у УН 18. септембра 1973. После поновног уједињења Немачке 3. октобра 1990, иако се Демократска Република Немачка припојила Савезној Републици Немачкој, поново су примљена у чланство под именом Немачка.
3. ^  Јемен (Северни Јемен) је примљен у чланство 30. септембра 1947. Демократски Јемен (Јужни Јемен) је примљен 14. децембра 1967. После уједињења створена је Република Јемен 22. маја 1990, и од тада имају назив Јемен.
4. ^ Тангањика је била члан од 14. децембра 1961. и Занзибар је члан од 16. децембра 1963. Када су се две државе спојиле под називом Уједињена Република Тангањика и Занзибар 26. априла 1964, касније под називом Уједињена Република Танзанија, од 1. новембра 1964.
5. ^  Египат и Сирија су чланица УН-а од оснивања. Две земље су уједињене 21. фебруара 1958. под називом Уједињена Арапска Република и имале су једног члана у УН-у до 13. октобра 1961, када је Сирији признат независан статус као посебној чланици УН-а. Египат је био члан под називом Уједињена Арапска Република до 17. септембра 1971, када је променио назив у Арапска Република Египат.
6. ^ Совјетски Савез (СССР) је члан од оснивања (од 24. октобра 1945). Борис Јељцин, председник Русије је обавестио генералног секретара УН-а 24. децембра 1991. да чланство СССР-а у свим органима УН-а наслеђује Руска Федерација. Остале Совјетске републике су тренутно чланице:
- Белорусија и Украјина су претходно биле чланице
- Естонија, Летонија и Литванија су примљене 17. септембра 1991
- Азербејџан, Јерменија, Казахстан, Киргистан, Молдавија, Таџикистан, Туркменистан и Узбекистан су примљени 2. марта 1992
- Грузија је примљена 31. јула 1992.

7. ^ Социјалистичка Федеративна Република Југославија (СФРЈ) је члан од оснивања (од 24. октобра 1945). После распада Југославије 1992, СФРЈ је заменила нова држава Савезна Република Југославија до 1. новембра 2000, када је СРЈ примљена у УН као нова земља, због не признавања УН-а и осталих бивших југословенских република СР Југославију као наследницу СФР Југославије. Бивше републике чланице УН-а су:
- Босна и Херцеговина, Словенија и Хрватска су примљене 22. маја 1992
- Република Македонија је примљена 8. априла 1993
- Србија и Црна Гора, бивша СР Југославија која је основана 1992. и која је примљена у чланство УН-а 1. новембра 2000. Од 4. фебруара 2003 СР Југославија је променила назив у Србија и Црна Гора. Када је Црна Гора прогласила независност 3. јуна 2006 Србија је као наследница државне заједнице Србија и Црна Гора наследила место од СЦГ, док је Црна Гора постала чланица 28. јуна 2006.

## Конвенције за имена и напомене
1. ^  Белорусија је првобитно примљена као „Белоруска Совјетска Социјалистичка Република“ 24. октобра 1945. Информисала је УН о промени имена 19. септембра 1991.
2. ^  Брунеј заузима место под именом „Брунеј Дарусалам“.
3. ^  Република Конго заузима место под именом „Конго“.
4. ^  Демократска Република Конго је првобитно примљена као „Заир“ 20. септембра 1960. Променила је име 17. маја 1997.
5. ^  Кипар као цело острво је представљено као „Република Кипар“, укључујући територије којима влада Турска Република Северни Кипар.
6. ^  Источни Тимор заузима место под именом „Тимор Лесте“.
7. ^  Гамбија заузима место без енглеског одређеног члана.
8. ^  Индонезија је примљена 28. септембра 1950. и повукла се привремено од 20. јануара 1965. до 27. септембра 1966, због немира у Сукарну и анексије Западне Папуе. Најавила је своју намеру за поновно придруживање 19. септембра 1966.
9. ^  Иран заузима место под именом „Исламска Република Иран“.
10. ^  Ирска заузима место под именом „Република Ирска“.
11. ^  Лаос заузима место под именом „Лао Народна Демократска Република“.
12. ^  Либија заузима место под именом „Либијска Арапска Џамахирија“.
13. ^  Република Македонија је до промене имена у „Република Северна Македонија“ заузимала место под именом „Бивша Југословенска Република Македонија“, због грчког притиска.
14. ^  Малезија је првобитно примљена као „Федерација Малаја“ 17. септембра 1957.
15. ^  Микронезија заузима место под именом „Федерација Држава Микронезије“.
16. ^  Молдавија заузима место под именом „Република Молдавија“.
17. ^  Мјанмар је првобитно примљен као „Бурма“ 19. априла 1948.
18. ^  Холандија заузима место под именом „Краљевина Холандија“.
19. ^  Северна Кореја заузима место под именом „Демократска Народна Република Кореја“.
20. ^  Русија заузима место под именом „Руска Федерација“.
21. ^  Јужна Кореја заузима место под именом „Република Кореја“.
22. ^ Сирија заузима место под именом „Сиријска Арапска Република“.
23. ^  Танзанија заузима место под именом „Уједињена Република Танзанија“.
24. ^  Украјина је првобитно примљена као „Украјинска Совјетска Социјалистичка Република“ 24. октобра 1945.
25. ^  Уједињено Краљевство заузима место под именом „Уједињено Краљевство Велике Британије и Северне Ирске“.
26. ^ Вијетнам заузима место под именом „Вијет Нам“.
27. ^ Обала Слоноваче заузима место под именом „Кот д'Ивоар“.